# Deena Deardurff
Deena Deardurff (n. Estados Unidos, 8 de mayo de 1957) es una nadadora estadounidense retirada especializada en pruebas de estilo libre, donde consiguió ser campeona olímpica en 1972 en los 4 × 100 m estilos.

## Carrera deportiva
En los Juegos Olímpicos de Múnich 1972 ganó la medalla de oro en los 4 × 100 m estilos, con un tiempo de 4:20,75 (nadando el largo de mariposa), por delante de Alemania Oriental y Alemania Occidental (bronce), siendo sus compañeras de equipo Melissa Belote, Catherine Carr, Sandra Neilson.